# Super Freaky Girl
«Super Freaky Girl» — песня, записанная американской рэп-исполнительницей Ники Минаж. Является лид-синглом к альбому Pink Friday 2 . Песня была выпущена в качестве сингла 12 августа 2022 года, на лейблах Young Money Entertainment и Republic Records. Продюсерами песни выступили Доктор Люк, Malibu Babie, Вон Оливер и Аарон Джозеф. Авторами песни выступила сама Минаж, а также продюсеры песни при участии Лорена Миллера и Гамаля Льюиса. В песне содержится семпл из песни Рика Джеймса «Super Freak», авторами которой являются Джеймс и Алонсо Миллер.
После своего выхода песня побила рекорд Spotify по самому крупному дебюту сольной женской рэп-песни. С дебютом песни на первом месте в Billboard Hot 100, она стала второй женской сольной хип-хоп-песней, дебютировавшей на первом месте после сингла Лорин Хилл 1998 года «Doo Wop (That Thing)», и первой сольной хип-хоп-песней, дебютировавшей на первой строчке в XXI веке. Он также стал третьим синглом номер один в карьере Минаж в США, а также её первой песней номер один в качестве сольной исполнительницы.
18 августа состоялась премьера расширенной версии песни, под названием «Roman Remix». 9 сентября был выпущен «Queen Mix» песни, записанный при участии JT из хип-хоп группы City Girls, BIA, Katie Got Bandz, Akbar V, и Maliibu Miitch. Песня получила номинацию на премию MTV Video Music Awards, в категории «Песня лета».

## Предыстория и релиз
12 июля 2022 года Минаж выложила запись в Твиттере: «Хотите сюрприз? Пишите #NickiFreakyGirl». После того, как данный хэштег вышел в тренды сервиса, исполнительница выложила сниппет песни, содержащий семпл из песни Рика Джеймса «Super Freak». 3 августа 2022 года она показала обложку и провела опрос в Твиттере, попросив фанатов выбрать между названием «FREAK» или «Super Freaky Girl». Хотя «FREAK» выиграл голосование, Ники продолжала заявлять, что оно не может быть использовано по юридическим причинам.
Премьера сингла состоялась 12 августа 2022 года, вместе с лирик-видео.

## Коммерческий приём
Песня стала самым крупным дебютом для сольной женской рэп-песни в истории Spotify, собрав более трех миллионов прослушиваний.
«Super Freaky Girl» провела в общей сложности девять дней подряд в топ-2 американского Spotify, что сделало Минаж первой женщиной-рэпером, которая провела одну неделю в топ-2 американского Spotify. Она дебютировала в еженедельном чарте Spotify с 18,54 миллионами прослушиваний, что стало крупнейшим еженедельным дебютом женщины-рэпера в истории. «Super Freaky Girl» имеет самые большие дебютные продажи для сольной женской рэп-песни в 2022 году — 240 тысяч единиц. Она также превзошла сингл Cardi B «Up» и имеет самый большой дебютный тираж для сольной женской рэп-песни за это десятилетие.
Сингл дебютировал на вершине чарта Billboard Hot 100 27 августа 2022 года, и, таким образом, это её третья песня номер один в чарте и её первая песня без другого исполнителя. Она также стала первой сольной женщиной-рэпером, дебютировавшей на вершине данного чарта со времен Лорин Хилл в 1998 году, и первой женщиной-рэпером, дебютировавшей с сольной песней на вершине в XXI веке. Согласно Luminate, у «Super Freaky Girl» подсчитано 21,1 миллиона стримов в США, 4,6 миллиона показов аудитории радиоэфира и 89 000 цифровых загрузок, проданных с 12 по 18 августа. С 89 000 загрузок у «Super Freaky Girl» была самая большая неделя цифровых загрузок для любой песни в 2022 году, превзойдя её собственную «Do We Have a Problem» с Lil Baby. Он также превзошёл песню «Easy On Me» Адель с 74 тысячами загрузок и стал крупнейшей неделей цифровых продаж за десятилетие для сольной женской песни. Минаж также стала первой исполнительницей, которая за календарный год попала в топ-2 Hot 100, после Арианы Гранде с «34+35» и «Save your Tears» и Оливии Родриго с «Drivers License» и «Good 4 U».
В Австралии песня дебютировала на четвёртой строчке еженедельного чарта, став её первой песней в топ-10 в качестве ведущей исполнительницы, после её сингла 2014 года, «Bed of Lies». Она также стала её первым хитом в топ-10 в Новой Зеландии после «Bang Bang».
В Европе, сингл достиг 14 строчки в Ирландии и 15 в Великобритании.

## Награды и номинации
| Год                     | Премия                     | Категория | Результат | Источник |
| ----------------------- | -------------------------- | --------- | --------- | -------- |
| 2022                    |                            |           |           |          |
| MTV Europe Music Awards | Лучшая песня               | Победа    | [ 15 ]    |          |
| MTV Europe Music Awards | Лучшее видео               | Номинация | [ 15 ]    |          |
| MTV Video Music Awards  | Песня лета                 | Номинация | [ 16 ]    |          |
| NRJ Awards              | Переосмысление / адаптация | Номинация |           |          |
| NMPA Awards             | Платиновый сингл           | Победа    | [ 17 ]    |          |
| People's Choice Awards  | Лучшая песня 2022          | Номинация | [ 18 ]    |          |

## Участники записи
- Ники Минаж — вокал, авторство
- Рик Джеймс — дополнительный вокал, авторство семпла
- Алонсо Миллер — авторство семпла
- Лукаш Готвальд — авторство, продюсирование
- Malibu Babie — продюсирование
- Вон Оливер — авторство, продюсирование
- Аарон Джозеф — авторство, продюсирование
- Лорен Миллер — авторство
- Гамаль Льюис — авторство
- Клинт Гиббс — звукорежиссура
- Тайлер Шеппард — звукорежиссура
- Калани Томпсон — звукорежиссура
- Обри Делейн — звукорежиссура
- Грант Торнтон — помощник звукорежиссёра
- Крис Афинс — мастеринг-инженер
- Шербан Генеа — инженер-микшер
- Брайс Бордоне — помощник инженера-микшера
- Джон Хейнс — инженер по иммерсивному микшированию

## Позиции в чартах
| Чарт (2022)                            | Высшая позиция |
| -------------------------------------- | -------------- |
| Австралия (ARIA)                       | 1              |
| Австралия (ARIA Hip Hop/R&B)           | 1              |
| Австрия (Ö3 Austria Top 40)            | 39             |
| Канада (Billboard Canadian Hot 100)    | 8              |
| Канада (Billboard CHR/Top 40)          | 28             |
| Канада (Billboard Hot AC)              | 49             |
| Чехия (Singles Digitál Top 100)        | 63             |
| Дания (Tracklisten)                    | 36             |
| Финляндия (Radiosoittolista Airplay)   | 32             |
| Франция Club 40 (SNEP)                 | 4              |
| Германия (GfK)                         | 33             |
| Мир (Billboard Global 200)             | 5              |
| Греция (IFPI International)            | 18             |
| Венгрия (Single Top 40)                | 4              |
| Исландия (Plötutíðindi)                | 7              |
| Ирландия (IRMA)                        | 6              |
| Япония (Billboard Japan Hot Overseas)  | 12             |
| Ливан (Lebanese Top 20)                | 9              |
| Литва (AGATA)                          | 37             |
| Малайзия (RIM International)           | 17             |
| Нидерланды (Dutch Top 40)              | 35             |
| Нидерланды (Single Top 100)            | 40             |
| Новая Зеландия (Recorded Music NZ)     | 1              |
| Филиппины (Billboard)                  | 10             |
| Португалия (AFP)                       | 66             |
| Сингапур (RIAS)                        | 18             |
| Словакия (Singles Digitál Top 100)     | 40             |
| ЮАР (RISA)                             | 4              |
| Швеция (Sverigetopplistan)             | 28             |
| Швейцария (Schweizer Hitparade)        | 42             |
| Великобритания (OCC UK Singles)        | 5              |
| Великобритания (OCC UK Hip Hop/R&B)    | 1              |
| США (Billboard Hot 100)                | 1              |
| США (Billboard Adult Pop Airplay)      | 34             |
| США (Billboard Dance/Mix Show Airplay) | 7              |
| США (Billboard Hot R&B/Hip-Hop Songs)  | 1              |
| США (Billboard Pop Airplay)            | 3              |
| США (Billboard R&B/Hip-Hop Airplay)    | 15             |
| США (Billboard Rhythmic)               | 1              |
| Вьетнам (Vietnam Hot 100)              | 53             |

| Чарт (2022)                           | Позиция |
| ------------------------------------- | ------- |
| Канада (Canadian Hot 100)             | 60      |
| Global 200 (Billboard)                | 126     |
| США (Billboard Hot 100)               | 56      |
| США (Billboard Hot R&B/Hip-Hop Songs) | 15      |
| США (Billboard Rhythmic)              | 22      |

## Сертификации
| Регион                                                                      | Сертификация | Продажи   |
| --------------------------------------------------------------------------- | ------------ | --------- |
| Австралия (ARIA)                                                            | Платиновый   | 70 000    |
| Новая Зеландия (RMNZ)                                                       | Платиновый   | 30 000    |
| Великобритания (BPI)                                                        | Серебряный   | 200 000   |
| США (RIAA)                                                                  | Платиновый   | 1 000 000 |
| Данные о продажах + прослушиваниях приведены только на основе сертификации. |              |           |

## История выпуска
| Страна | Дата            | Формат                                             | Версия      | Лейблы                          | Ист.          |
| ------ | --------------- | -------------------------------------------------- | ----------- | ------------------------------- | ------------- |
| Мир    | 12 августа 2022 | Цифровая дистрибуция стриминг                      | Оригинал    | Young Money Republic            | [ 68 ]        |
| США    | 16 августа 2022 | Contemporary hit radio rhythmic contemporary radio | Оригинал    | Young Money Cash Money Republic | [ 69 ] [ 70 ] |
| Мир    | 18 августа 2022 | Цифровая дистрибуция стриминг                      | Roman Remix | Republic                        | [ 71 ] [ 72 ] |
| Мир    | 9 сентября 2022 | Цифровая дистрибуция стриминг                      | Queen Mix   | Republic                        | [ 73 ] [ 74 ] |